# Diplazium subscabrum
Diplazium subscabrum är en majbräkenväxtart som först beskrevs av Edwin Bingham Copeland och som fick sitt nu gällande namn av Carl Frederik Albert Christensen.
Diplazium subscabrum ingår i släktet Diplazium och familjen Athyriaceae. Inga underarter finns listade i Catalogue of Life.